# San José de Ocoa (provins)
San José de Ocoa är en provins i sydvästra Dominikanska republiken. Den totala folkmängden är cirka cirka 69 000 invånare och den administrativa huvudorten är San José de Ocoa. Provinsen bildades den 1 januari 2000 och var tidigare en del av provinsen Peravia.

## Administrativ indelning
Provinsen är indelad i tre kommuner och fyra kommundistrikt:
- Rancho Arriba
- Sabana Larga
- San José de Ocoa
  - El Naranjal (kommundistrikt)
  - El Pinar (kommundistrikt)
  - La Ciénaga (kommundistrikt)
  - Nizao-Las Auyamas (kommundistrikt)